# تناجر ذهبي القناع
تناجر ذهبي القناع (الاسم العلمي: Tangara larvata)، هو نوع من الطيور يتبع فصيلة التناجر ضمن رتبة العصفوريات.